# Pucang Simo
Pucang Simo is een bestuurslaag in het regentschap Jombang van de provincie Oost-Java, Indonesië. Pucang Simo telt 6597 inwoners (volkstelling 2010).